# Pagny-le-Château
Pagny-le-Château (pronunciació: /pa.ɲi⋅lə⋅ʃɑ.to/) és un poble situat entre els municipis de Seurre i de Saint-Jean-de-Losne, a Costa d'Or a Borgonya.

## Història del nom
Al llarg dels segles el poble va tenir diferents noms. Fou nomenat en primer Pancium, posteriorment es nomenà Paygnay-le-Château i Pagny-la-Brûlée. Actualment la població rep el topònim de Pagny-le-Château, encara que el castell de la població ja no existeixi.